# 10 юли
10 юли е 191-вият ден в годината според григорианския календар (192-ри през високосна). Остават 174 дни до края на годината.

## Събития
- 48 пр.н.е. – В Битката при Дирахиум Юлий Цезар едва избягва катастрофално поражение от Помпей Велики.
- 1212 г. – Голяма част от Лондон е изпепелена от пожар.
- 1547 г. – Във Франция се осъществява последният легален дуел, след което дуелите са забранени от краля, поради честите смъртни случаи, а през 1566 г. влиза в сила наказание със смърт при участие в дуел.
- 1584 г. – Вилхелм Орански е убит в дома си в Делфт, Холандия от Балтазар Жерар.
- 1778 г. – Американската революция: Кралят на Франция Луи XVI обявява война на Кралство Великобритания.
- 1847 г. – В САЩ пристига първата група от 47 китайски имигранти.
- 1878 г. – В Англия е използвана за първи път свирка от съдия по време на футболен мач.
- 1887 г. – Съставено е четиринадесетото правителство на България, начело с Константин Стоилов.
- 1913 г. – В Долината на смъртта, Калифорния, е отбелязана температурата 134 градуса по Фаренхайт, или приблизително 56,7 градуса по Целзий – най-високата температура на въздуха измерена в САЩ.
- 1938 г. – Хауърд Хюз поставя нов рекорд, като завършва околосветски полет със самолет за 91 часа.
- 1940 г. – Втората световна война: Германското Луфтвафе напада по въздуха британските конвои над протока Ла Манш, с което започва Битката за Британия (датата е спорна).
- 1940 г. – Втора световна война: Установен е Режим Виши във Франция.
- 1943 г. – Втора световна война: Започва Съюзническо настъпление в Сицилия.
- 1949 г. – След шест денонощия строеж е завършен Мавзолеят на Георги Димитров в София.
- 1962 г. – От Кейп Канаверал, Флорида, е изстрелян първият комуникационен сателит „Телстар“.
- 1966 г. – На връх Ботев е открита телевизионна и УКВ станция.
- 1969 г. – Народна република България ратифицира Договора за неразпространение на ядреното оръжие, подписан на 1 юли 1968 г.
- 1973 г. – Бахамите придобиват пълна независимост чрез Общността на нациите.
- 1985 г. – Френските специални служби потопяват кораба „Рейнбоу Уориър“, собственост на екологичната организация Грийнпийс, докато е в пристанището на Окланд (Нова Зеландия), за да осигурят провеждането на ядрен опит на атола Муруроа.
- 1985 г.  – Полет 5143 на „Аерофлот“ спира и се разбива близо до Учкудук, Узбекистан (тогава част от Съветския съюз) и убива всички 200 души на борда в най-тежката катастрофа на авиокомпанията на СССР.
- 1990 г. – Тържествено е открито VII велико народно събрание във Велико Търново.
- 1991 г. – Борис Елцин полага клетва, като демократично избран първи президент на Русия.
- 1992 г. – Бившия панамски диктатор Мануел Нориега е осъден на 40 години затвор в САЩ заради разрешение страната му да бъде използвана за контрабанда на наркотици.
- 1994 г. – На Световното първенство по футбол в САЩ Националният отбор по футбол на България побеждава с 2:1 Националния отбор по футбол на Германия и се класира за полуфиналите.
- 2006 г. – Президентът на Полша Лех Качински назначава своя брат-близнак Ярослав Качински за премиер на страната, което е прецедент в световната политическа история.
- 2006 г. – При експлозия в Ингушетия е убит чеченския сепаратист Шамил Басаев.

## Родени
- 1509 г. – Жан Калвин, религиозен реформатор († 1564 г.)
- 1768 г. – Хендрик Вогд, нидерландски художник († 1839 г.)
- 1830 г. – Камий Писаро, френски импресионист († 1903 г.)
- 1835 г. – Хенрик Виенявски, полски цигулар († 1880 г.)
- 1856 г. – Никола Тесла, сърбо-американски изобретател († 1943 г.)
- 1857 г. – Атанас Тинтеров, български математик († 1927 г.)
- 1864 г. – Асен Пападопов, български военен деец († 1944 г.)
- 1871 г. – Марсел Пруст, френски писател († 1922 г.)
- 1879 г. – Никола Маринов, български художник († 1948 г.)
- 1895 г. – Карл Орф, германски композитор († 1982 г.)
- 1898 г. – Константин Кацаров, български юрист († 1980 г.)
- 1902 г. – Курт Алдер, немски химик и Нобелов лауреат през 1950 г. († 1958 г.)
- 1903 г. – Джон Уиндъм, британски писател († 1969 г.)
- 1913 г. – Люба Велич, българо-австрийска певица († 1996 г.)
- 1918 г. – Джеймс Олдридж, австралийски писател († 2015 г.)
- 1920 г. – Оуен Чембърлейн, американски физик, Нобелов лауреат († 2006 г.)
- 1926 г. – Джаба Йоселиани, грузински военачалник и политик († 2003 г.)
- 1927 г. – Паул Вюр, немски писател († 2016 г.)
- 1930 г. – Серафим Северняк, български писател († 1988 г.)
- 1930 г. – Цане Андреевски, писател от Република Македония
- 1931 г. – Симон Бенмуса, френски драматург и писател († 2001 г.)
- 1932 г. – Юрген Бекер, немски писател († 2024 г.)
- 1942 г. – Миряна Маркович, сръбски политик († 2019 г.)
- 1942 г. – Рони Джеймс Дио, американски рок музикант († 2010 г.)
- 1942 г. – Херман Бургер, швейцарски писател († 1989 г.)
- 1944 г. – Ваня Петкова, българска поетеса, журналист и преводач († 2009 г.)
- 1948 г. – Ангел Ангелов, български боксьор
- 1953 г. – Сергей Комитски, български актьор († 2021 г.)
- 1958 г. – Кирил Батембергски, български художник († 2018 г.)
- 1958 г. – Фиона Шоу, ирландска актриса и режисьор
- 1960 г. – Сет Годин, маркетинг специалист
- 1969 г. – Павел Чернев, български адвокат и политик († 2016 г.)
- 1972 г. – София Вергара, колумбийска актриса, ТВ водещ и модел
- 1974 г. – Белослава, българска певица
- 1976 г. – Едмилсон, бразилски футболист
- 1977 г. – Чиуетел Еджиофор, английски актьор
- 1980 г. – Джесика Симпсън, американска певица и актриса
- 1980 г. – Димитър Иванов, български политик и икономист
- 1981 г. – Александър Тунчев, български футболист
- 1984 г. – Марк Гонсалес, чилийски футболист
- 1985 г. – Марио Гомес, германски футболист

## Починали
- 138 г. – Адриан, римски император (* 76 г.)
- 518 г. – Анастасий I (Византийска империя), византийски император (* ок. 420)
- 1510 г. – Катерина Корнаро, последната кралица на Кипърското кралство (* 1454)
- 1559 г. – Анри II, френски крал (* 1519 г.)
- 1584 г. – Вилхелм Орански, нидерландски държавник (* 1533 г.)
- 1849 г. – Александра Александровна, велика руска княгиня (* 1842 г.)
- 1884 г. – Пол Морфи, американски шахматист (* 1837 г.)
- 1910 г. – Йохан Готфрид Гал, немски астроном (* 1812 г.)
- 1912 г. – Николай Столетов, руски офицер (* 1834 г.)
- 1915 г. – Важа-Пшавела, грузински поет (* 1861 г.)
- 1927 г. – Александър Найденович, български учен (* 1858 г.)
- 1945 г. – Пенчо Семов, български индустриалец (* 1873 г.)
- 1970 г. – Веселин Стайков, български художник (* 1906 г.)
- 1978 г. – Джон Д. Рокфелер III, индустриалец и филантроп (* 1906 г.)
- 1978 г. – Джо Дейвис, английски играч на билярд и снукър (* 1901 г.)
- 1994 г. – Иван Радоев, български писател (* 1927 г.)
- 1997 г. – Асен Миланов, български актьор (* 1922 г.)
- 2006 г. – Шамил Басаев, чеченски бунтовник (* 1965 г.)
- 2008 г. – Чингиз Айтматов, руски писател (* 1928 г.)
- 2015 г. – Омар Шариф, египетски актьор (* 1932 г.)

## Празници
- Бахамски острови – Ден на независимостта (1973 г., от Великобритания, национален празник)
- Мавритания – Ден на армията
- Ден на тишината – за последователите на Мехер Баба